# Software in the Public Interest
Software in the Public Interest, Inc. (SPI) ist eine gemeinnützige Organisation, die gegründet wurde, um andere Organisationen bei der Entwicklung und dem Vertrieb von freier und Open-Source-Software zu unterstützen.
Die Gründung von SPI als gemeinnützige Organisation fand am 16. Juni 1997 im US-Bundesstaat New York statt. Seitdem wurde es eine Dachorganisation für zahlreiche Community-Projekte. Im Jahr 1999 wurde die Gemeinnützigkeit anerkannt.
SPI hat als neutrale, unabhängige Stelle in den Jahren 2007–2011 für die Wikimedia Foundation Vorstandswahlen durchgeführt und überwacht.

## Ziele
Die Organisation hat sich selbst den folgenden Zielen verschrieben:
- Die Erstellung von kostenlosen und zur allgemeinen Benutzung zur Verfügung gestellten Software-Systemen zu organisieren
- Individuen im Umgang mit diesen Software-Systemen zu unterrichten
- Seminare und Workshops anzubieten, die den richtigen Umgang mit Computersystemen lehren
- Die Beibehaltung und Verbesserung der Qualität von bereits existierender frei verfügbarer Software sicherzustellen
- Die Erstellung und Weiterentwicklung von neuer freier Software zu unterstützen, anzuregen und publik zu machen
- Informationen und Lehrgänge zur richtigen Benutzung des Internets anzubieten
- Meetings, Diskussionsrunden und Foren bezüglich zeitgemäßen Fragen rund um Computer und Software zu organisieren
- Zugriff zu freien Software-Systemen zu unterstützen und in größerem Rahmen zu ermöglichen
- Geld bzw. Spenden zu sammeln und einzubringen, um die Ziele und Aktivitäten der Organisation aufrechtzuerhalten
- privaten, schulischen sowie staatlichen Einrichtungen, Organisationen und Verbänden bei Fragen rund um Computer und Software zu helfen und mit ihnen zu kooperieren
- Das allgemeine Interesse an Computern und Software in jeder Hinsicht zu wecken

## Mitgliedsprojekte
Die derzeitigen Mitgliedsprojekte sind:
- 0 A.D.
- Adélie Linux
- ankur.org.in
- aptosid
- Arch Linux
- Arch Linux 32
- ArduPilot
- Battle for Wesnoth
- Compile Farm
- Debian
- FFmpeg
- Fluxbox
- Gallery
- Ganeti
- Gentoo Linux
- GNUstep
- GNU TeXmacs
- haskell.org
- LibreOffice
- Manasource
- MinGW
- MPI Forum
- NTPsec
- ns-3
- OFTC
- Open Bioinformatics Foundation
- Open MPI
- Open Voting Foundation
- OpenEmbedded
- OpenSAF
- OpenVAS
- OpenZFS
- PMIx
- POCO
- PostgreSQL
- Privoxy
- Rocket
- SproutCore
- Swathanthra Malayalam Computing
- systemd
- translatewiki.net
- Tux4Kids
- X.Org
- YafaRay

## Vorstand
Der jetzige Vorstand (gewählt wird nach der Schulze-Methode, eine Condorcet-Methode) setzt sich zusammen aus:
- Präsident: Michael Schultheiss
- Stellvertretender Präsident: Jonatas L. Nogueira
- Sekretär: Zach van Rijn
- Schatzmeister: Héctor Orón Martínez
- Erweiterter Vorstand:
  - Joe Conway
  - Forrest Fleming
  - Milan Kupcevic
  - Jeremy Stanley
  - Katherine Mcmillan
- Beirat:
  - Rechtsberatung: Software Freedom Law Center
  - Debian-Projektleiter (derz. Andreas Tille)[6]
  - Vertreter des Vorstandes von PostgreSQL (derz. Robert Treat)